# Воркута (річка)
Воркута — річка на північному сході європейської частини Росії, права притока річки Вуса (басейн Печори). Довжина — 182 км, площа басейну — 4 550 км²;.
Початок річки у відрогах Північного Уралу, в озері Велика Воркута (Хасирей-ти). Заболочена тундра. Живлення річки снігове і дощеве. Льодостав з середини жовтня по початок червня. Використовується для водопостачання селищ Воркутинського вугільного родовища. На річці розташовано місто Воркута.